# Кхурда (округ)
Кхурда (англ. Khurda), с 2000 года — Кхордха (англ. Khordha) — округ в индийском штате Орисса. Образован 1 апреля 1993 года в результате реорганизации округов штата. Административный центр — город Кхурда. На территории округа расположена столица штата Орисса — город Бхубанешвар. Площадь округа — 2887 км². По данным всеиндийской переписи 2001 года население округа составляло 1 877 395 человек. Уровень грамотности взрослого населения составлял 79,6 %, что значительно выше среднеиндийского уровня (59,5 %). Доля городского населения составляла 42,9 %.